# Жанатурмис (Зайсанський район)
Жанатурми́с (каз. Жаңатұрмыс) — село у складі Зайсанського району Східноказахстанської області Казахстану. Входить до складу Айнабулацького сільського округу.
Населення — 271 особа (2021; 284 у 2009, 328 у 1999, 212 у 1989).
Національний склад станом на 1989 рік:
- казахи — 100 %